# Pfarrkirche Hüttendorf

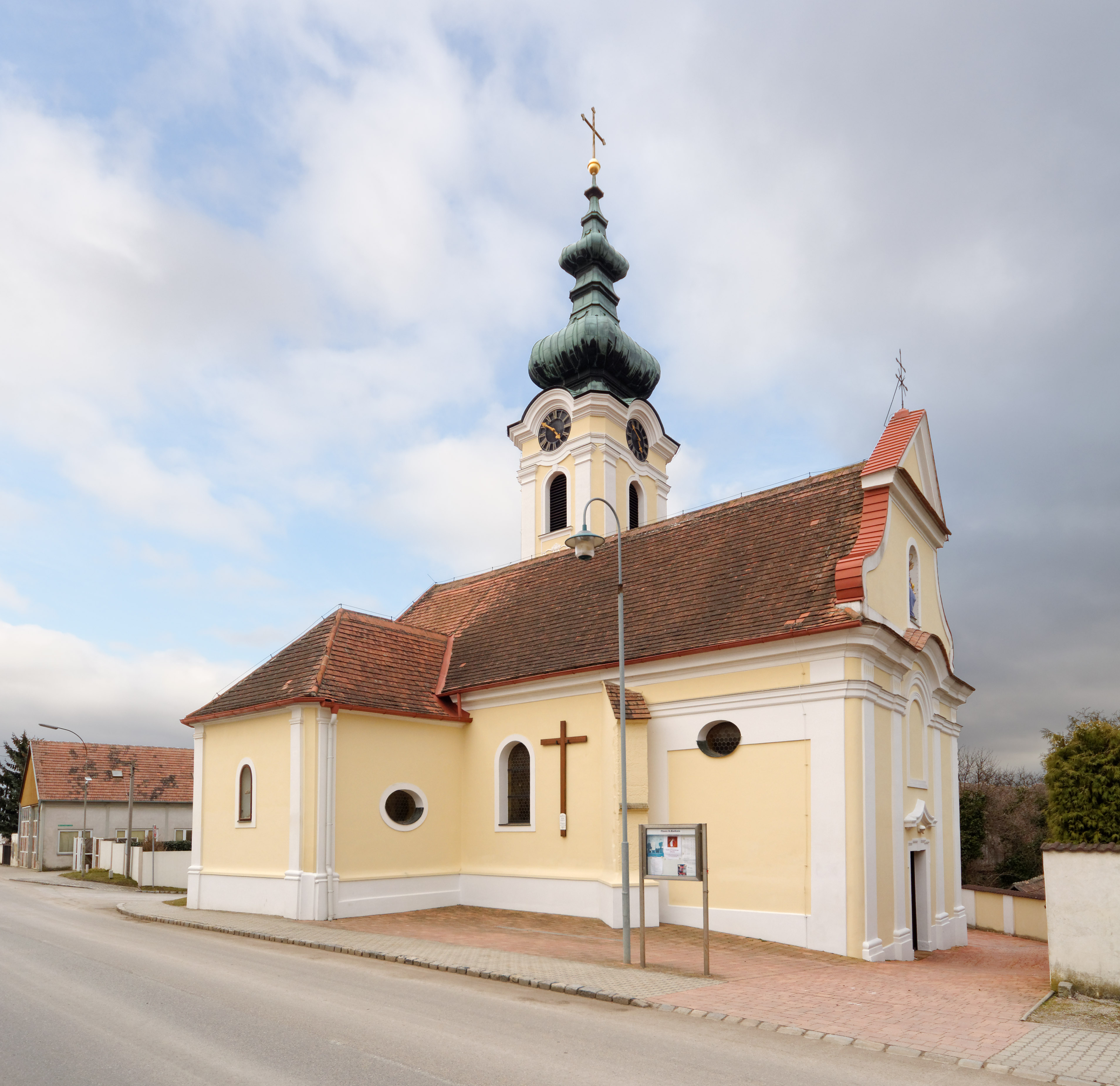
Katholische Pfarrkirche hl. Barbara in Hüttendorf

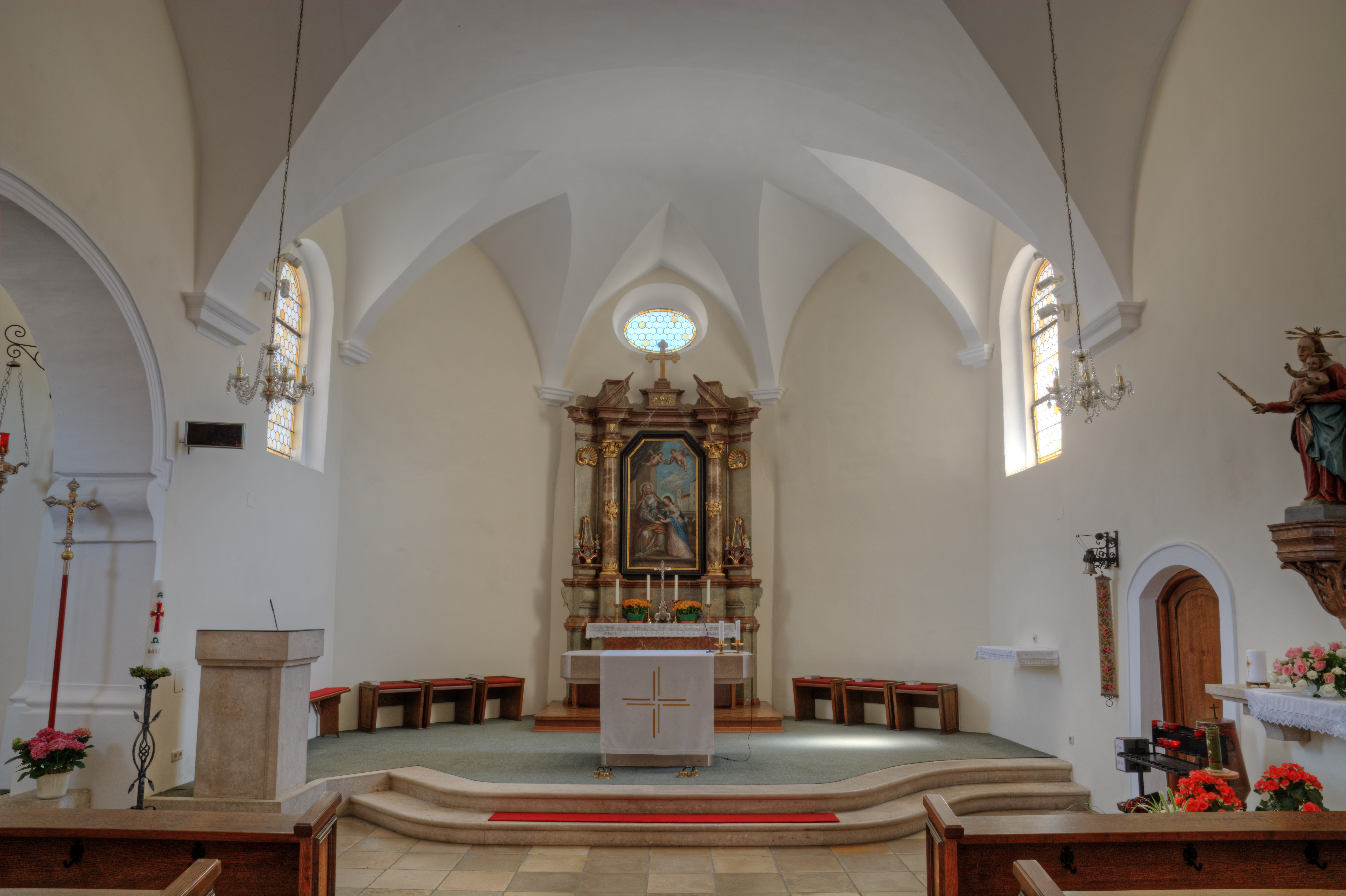
Langhaus, Blick zum Chor

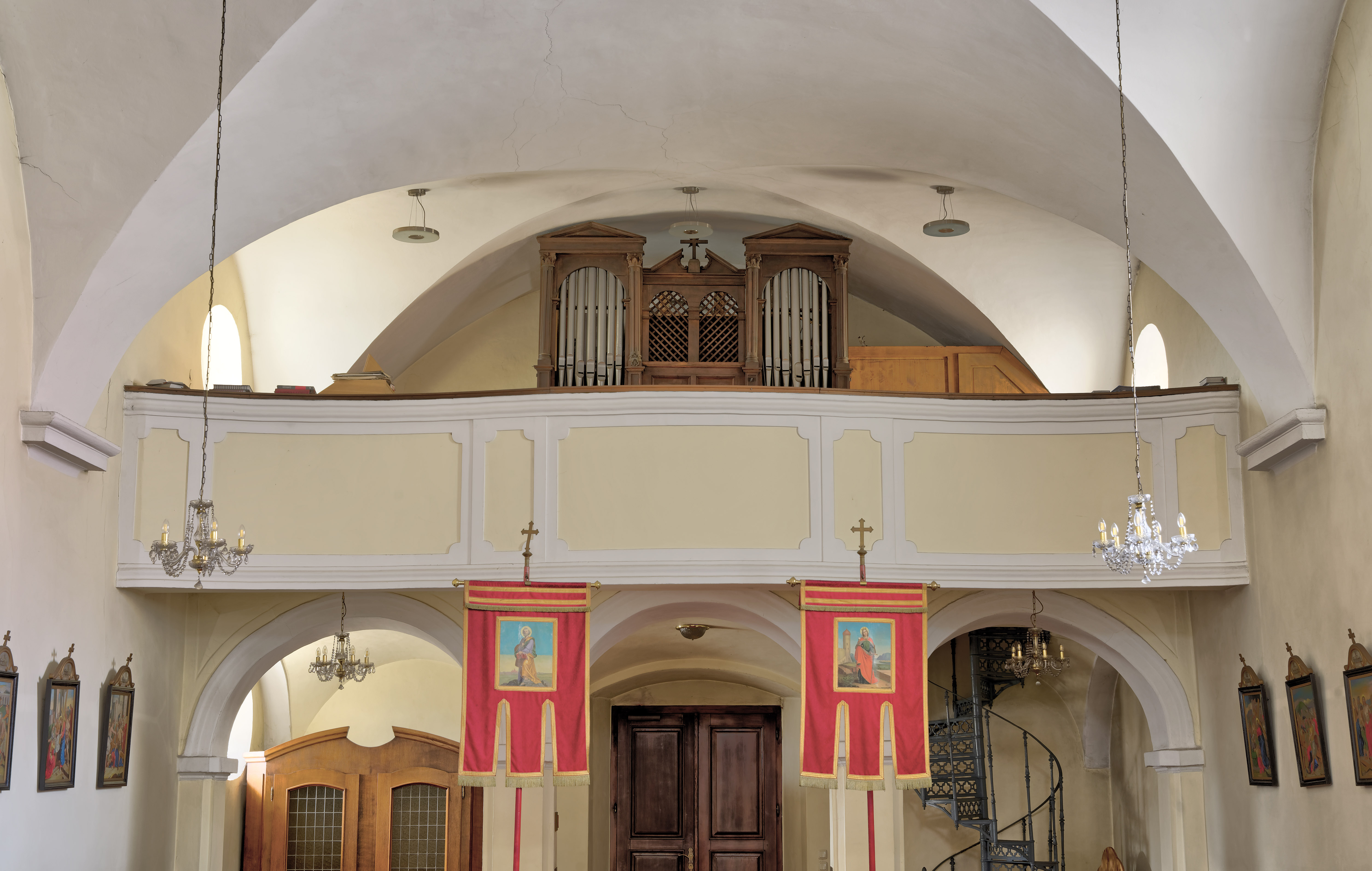
Ansicht der Empore mit der Kirchenorgel

Die römisch-katholische Pfarrkirche Hüttendorf steht zwischen den zwei Straßenzügen der Ortschaft Hüttendorf in der Stadtgemeinde Mistelbach im Bezirk Mistelbach in Niederösterreich. Die dem Patrozinium der hl. Barbara unterstellte Pfarrkirche gehört zum Dekanat Mistelbach-Pirawarth im Vikariat Unter dem Manhartsberg der Erzdiözese Wien. Die Pfarrkirche steht unter Denkmalschutz (Listeneintrag).

## Geschichte
Um 1400 wurde ein Vikariat genannt. Die Pfarre wurde 1783 gegründet.
Der spätgotische Kapellenbau mit einem Fünfachtelschluss erhielt um 1701 einen Südturm. Die Kirche wurde um 1730 barockisiert und im Westen um ein Joch erweitert.

## Architektur
Das Kirchenäußere zeigt am Langhaus zwei übereck gestellte Strebepfeiler und am Chor vier abgetreppte Strebepfeiler sowie barocke Rundbogenfenster und im westlich angebauten Joch Ochsenaugenfenster. Die Festfront hat eine Pilastergliederung, eine Attikazone und einen Volutengiebel über einem Gesims, in einer Nische befindet sich die barocke Steinfigur hl. Barbara. Der zweigeschoßige Turm nennt am Portal M. K. 1769, er zeigt am Glockengeschoß eine Pilastergliederung, Uhrengiebel, er trägt einen Zwiebelhelm, welcher nach 1945 erneuert wurde. Westlich neben dem Turm befindet sich ein frühbarocker Kapellenanbau mit einem oktogonalen Grundriss aus der zweiten Hälfte des 17. Jahrhunderts. Nördlich befindet sich ein barocker Zubau aus dem 18. Jahrhundert.
Das Kircheninnere zeigt ein dreijochiges Langhaus, im westlichen Joch mit einem Kreuzgratgewölbe, die weiteren zwei Joche unter einer Stichkappentonne auf Konsolen. Die barocke Westempore mit einer vorschwingenden Brüstung steht über Platzlgewölben auf Arkadenbögen. Der Chor hat ein Stichkappengewölbe. Die nördliche Seitenkapelle ist platzlgewölbt mit übereck gestellten Wandvorlagen, der südliche Kapellenanbau hat ein achtteiliges Gratgewölbe mit aufgelegten Putzbändern.

## Einrichtung
Der Hochaltar zeigt das Ölbild Martyrium der hl. Barbara aus der ersten Hälfte des 19. Jahrhunderts in einem barocken Rahmen. Der Wandaltar in der Nordkapelle zeigt das Bild der Heiligen Anna und Maria.
Ein Madonnenbild zeigt die Kopie des Gnadenbildes Maria Pötsch im Wiener Stephansdom. Es gibt barocke Figuren Christus in der Rast und hl. Johannes der Täufer.
Die Orgel baute Johann M. Kauffmann 1929.